# ギヨーム・ド・ティール

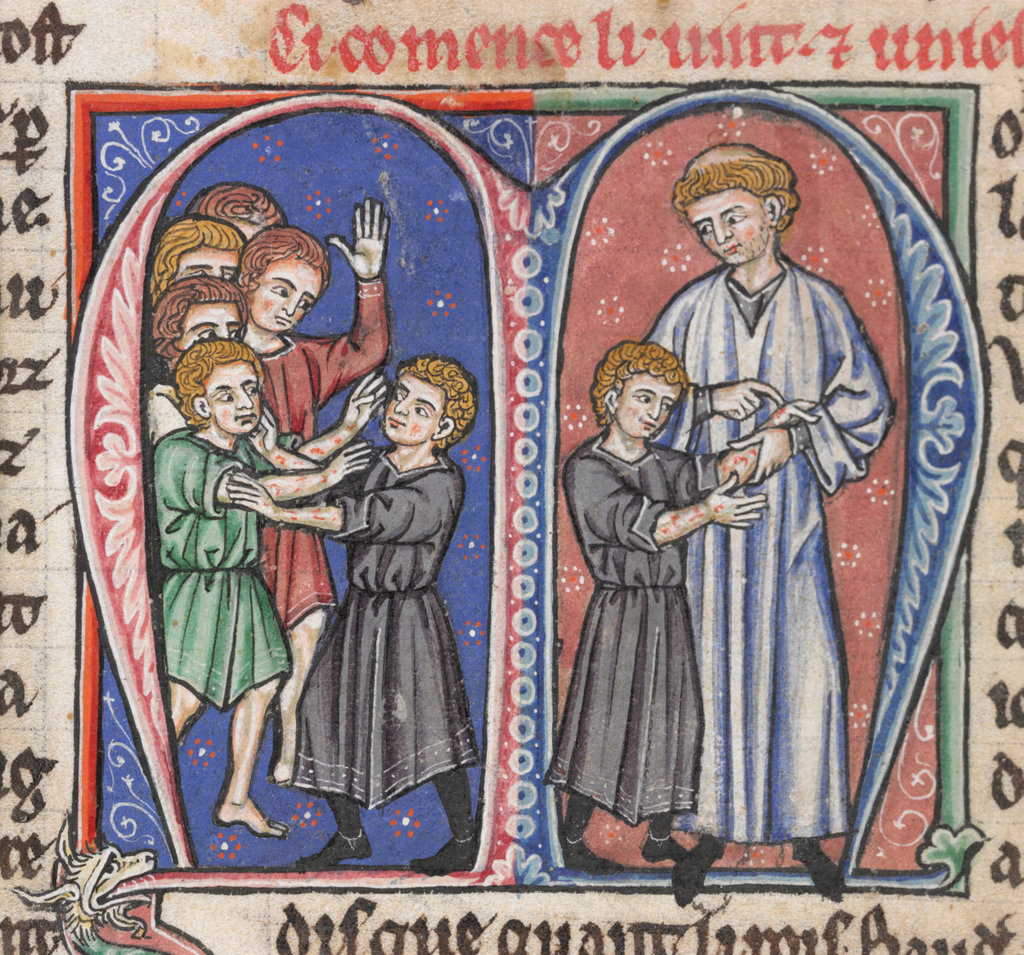
ギヨーム・ド・ティールの年代記。
ギヨーム（右の白衣の人物）が少年ボードゥアン4世の皮膚の病に気付いた場面。

ギヨーム・ド・ティール（フランス語: Guillaume de Tyr、ラテン語: Willelmus Tyrensis、1130年頃 - 1186年9月29日）は、中世の高位聖職者であり年代記作家である。ティール大司教として、彼はしばしばギレルムス2世と呼ばれるが、これは彼の前任者であるイングランド人ギレルムス1世（聖墳墓教会の元首席修道士で、1127年から1135年までティール大司教を務めた）と区別するためである。ギヨームはエルサレム王国の最盛期にあたる時期にエルサレムで育ち、この王国は1099年の第1回十字軍後に建国されたものである。彼はヨーロッパの大学で約20年間、リベラル・アーツと教会法を学んだ。エルサレム王国の歴史を記述した。

## 生涯
1130年頃に十字軍の第2世代としてエルサレムで生まれた。両親はフランスかイタリア系の豊かな商人だったと考えられている。
当初エルサレムで教育を受け、後のボードゥアン3世の学友となった。その後、聖職者として西欧で教育を受け、1165年にエルサレム王国に戻りアッコンの司教座聖堂参事会員になった。その後、ティールの助祭長となり、王国の外交官としても活躍した。1170年にボードゥアン4世の教育係となり、ボードゥアンの皮膚の病に最初に気づいている。また、この頃からエルサレム王国の歴史の記述を始めている。
1174年にボードゥアン4世が即位するとギヨームは大法官に任命され、1175年にティール大司教となった。1177年には病気のエルサレム総大司教に代わって、モンフェラート侯ギヨームの葬儀をとり仕切った。1179年に第3ラテラン公会議に出席し、十字軍を要請するが成功しなかった。1180年に戻り、エルサレム総大司教の最有力候補者と考えられたが、王国の宮廷派と貴族派の派閥争いのあおりを受け、貴族派のトリポリ伯レーモンの被保護者と見なされていたギヨームは宮廷派の王母アニェスに嫌われ、選出されなかった。
その後もティール大司教を務め、歴史を記述していたが、1186年に亡くなった。
ギヨームの主な著作は23巻からなるエルサレム王国の年代記（Historia rerum in partibus transmarinis gestarum、「海の彼方でなされた事蹟の歴史」、あるいは Historia Ierosolimitana 「エルサレムの歴史」、あるいは単に Historia 「歴史」とも）であり、十字軍以前のシリアの歴史から始まり、第1回十字軍、エルサレム王国成立を経て、彼の死の1180年代で中断している。その著作では、王母アニェスを初めとして宮廷派の人物が悪く書かれているが、彼がエルサレム総大司教座などをめぐって政治的に宮廷派と対立した点に留意すべきである。